# Округ Делавер (Ајова)
Округ Делавер (енгл. Delaware County) је округ у америчкој савезној држави Ајова.

## Демографија
По попису из 2010. године број становника је 17.764, што је 640 (-3,5%) становника мање 2000. године.
| Група             | 2000.          | 2010.          |
| Белци             | 18.179 (98,8%) | 17.408 (98,0%) |
| Афроамериканци    | 13 (0,1%)      | 48 (0,3%)      |
| Азијати           | 26 (0,1%)      | 49 (0,3%)      |
| Хиспаноамериканци | 121 (0,7%)     | 139 (0,8%)     |
| Укупно            | 18.404         | 17.764         |